# Angel Martino
Angel Martino (n. 25 aprilie 1967, Tuscaloosa⁠(d), Alabama, SUA) este o înotătoare americană, medaliată olimpică. A participat la 2 ediții ale Jocurilor Olimpice (1992, 1996) în care a câștigat 5 medalii de aur și 3 medalii de bronz.